# Morfologia gleb
Morfologia gleb – dział nauki o glebie zajmujący się jej budową zewnętrzną.
Morfologię dzieli się na makromorfologię i mikromorfologię.
- Makromorfologia gleby opisuje poziomy genetyczne, sposób przechodzenia jednego poziomu genetycznego w kolejny, barwę gleby, konkrecje glebowe i strukturę gleby.

- Mikromorfologiczne właściwości gleby rozpatruje się w trakcie badań mikroskopowych określając jej składniki w preparatach o nie naruszonym układzie.

Cechy morfologiczne gleby, np.:
- budowa profilu glebowego,
- miąższość,
- barwa,
- struktura,
- stopień rozkładu torfu (gleby organiczne)

pozwalają orientacyjnie wskazać jej jednostkę taksonomiczną (klasę, typ, rodzaj i gatunek).

## Profil glebowy
Każdy rodzaj (typ) gleby powstaje z określonej skały macierzystej i może nią być zarówno lita skała magmowa, skała osadowa czy metamorficzna, zwarta jak granit czy wapień lub luźna jak piasek.
Profil glebowy to układ poziomów genetycznych bądź warstw występujących w pionowym przekroju gleby do głębokości 150 cm (gleby uprawne) lub 200 cm (gleby leśne).
Profile glebowe możemy badać bądź na podstawie naturalnych odsłonięć geologicznych, bądź też za pomocą specjalnie wykonywanych odkrywek glebowych. Np. w gleboznawstwie leśnym przyjęto, że profil glebowy powinien mieć głębokość 200 cm.
W zależności od głębokości na jakiej zachodzi zmiana warstwy gleb niecałkowitych, różnic stosunków wodnych i powietrznych, a także w zależności od głębokości występowania utworu odmiennego pochodzenia wyróżniamy:
- gleby płytkie – utwór odmiennego pochodzenia występuje na głębokości do 50 cm,
- gleby średnio głębokie – utwór odmiennego pochodzenia występuje na głębokości od 50 do 100 cm,
- gleby głębokie – utwór odmiennego pochodzenia występuje głębiej niż 100 cm,
- bardzo głębokie – utwór odmiennego pochodzenia występuje głębiej niż 150 cm.

## Poziomy genetyczne i warstwy
Każda skała macierzysta gleb podlega z biegiem czasu istotnym przemianom, przy czym powstają poziomy zróżnicowania pomiędzy poszczególnymi utworami zwanymi inaczej poziomami genetycznymi gleby.
- Poziomy genetyczne – część profilu glebowego, które są zmienione i powstają w wyniku procesu glebotwórczego i dają się odróżnić makroskopowo oraz na podstawie zmian właściwości chemicznych.

Każdy typ gleb charakteryzuje się właściwym sobie układem poziomów genetycznych. Główne poziomy genetyczne to:
- O – poziom organiczny
- A – poziom próchniczny
- E – poziom wymywania
- B – poziom wzbogacania
- C – poziom skały macierzystej
- G – poziom glejowy
- P – poziom bagienny gleby organicznej
- D – podłoże mineralne gleb organicznych
- M – poziom murszowy gleby organicznej
- R – podłoże skalne (lita skała)

## Barwa glebyi sposób przechodzenia poziomów glebowych
Jedną z ważniejszych cech morfologicznych gleby jest jej zabarwienie, a dokładnie zabarwienie poszczególnych poziomów genetycznych. Od bardzo dawna gleby określano według ich barwy np. czarnoziemy, lessy, bielice, czerwonoziemy itp.
Barwa gleby zależy od wielu czynników, a głównie od: rodzaju skały macierzystej, kierunków i intensywności procesów glebowych, ukształtowania terenu, nasłonecznienia, poziomu wód gruntowych.
Podczas obserwacji poziomów genetycznych możemy stwierdzić barwę gleby silnie zróżnicowaną, kontrastową.
Zasadnicze barwy gleb to np. czarna, brunatna, rdzawa, kasztanowa, żółta, płowa, szara, biała oraz cała gama kolorów pośrednich oraz ciemnych plam, smug i zacieków.
Wrażenie barwy może być subiektywne, dlatego dla prawidłowego określenia tej cechy stosuje się tabele barw wzorcowych. W USA opracowano Munsell Color Charts, natomiast w Japonii Standard Soil Color Charts. Atlasy zawierają uporządkowane wzorce, z którymi porównuje się barwy gleby. Każdy wzorzec wyznaczony jest przez 3 współrzędne:
- 1) Hue – barwa podstawowa – żółta (Y), czerwona (R), zielona (G), niebieska (B), purpurowa (P), żółtoczerwona (YR), zielonożółta (GY),
- 2) Value – jaskrawość względna, czystość barwy; wartość 1 oznacza barwę najciemniejszą (czarną), natomiast 8 barwę najjaśniejszą (białą),
- 3) Chroma – określa nasycenie barwy; wartość 8 oznacza najintensywniejsze nasycenie, a 1 najsłabsze.

## Struktura gleby
Skupienia tworzących się w glebie lub też na jej powierzchni różnych związków mineralnych i organicznych są nazywane konkrecjami, agregatami lub gruzełkami. Utwory te powstają w wyniku różnych procesów glebowych o naturze chemicznej, fizykochemicznej, biochemicznej i biologicznej.
Konkrecje posiadają wielkie urozmaicenie form od ziarenek i nitek o wielkości kilku mikrometrów po bryły wielkości nawet kilku metrów.
Struktura gleby to rodzaj i sposób wzajemnego powiązania oraz przestrzenny układ elementarnych cząstek stałej fazy gleby. Struktura makroskopowa, możliwa do określenia w warunkach terenowych, rozpatruje przede wszystkim kształt i wielkość elementów strukturalnych, uwzględniając ich trwałość (w tym wodoodporność) i stopień wykształcenia.

Podział struktur według Polskiego Towarzystwa Gleboznawczego oraz ich opisy są następujące:
- 1. Struktury proste (nieagregatowe)
- a) rozdzielno ziarnista – r
- b) spójna (zwarta, masywna) – m

- 2. Struktury agregatowe
- a) sferoidalne
- – koprolitowa – ko
- – gruzełkowata – gr
- – ziarnista – zn
- b) foremnowielościenne (poliedryczne)
- – foremnowielościenna ostrokrawędzista (angularna) – oa
- – foremnowielościenna zaokrąglona (subangularna) – os
- – bryłowa – br
- c) struktury wrzecionowate
- – pryzmatyczna – pr
- – słupkowa -ps
- d) dyskoidalne
- – płytkowa – dp
- – skorupkowa – ds

- 3. Struktury włókniste
- a) gąbczasta – hg
- b) włóknista właściwa – hw.

## Mikromorfologia gleby
Mikromorfologia opisuje wewnętrzną budowę gleby. Badania mikromorfologiczne polegają na laboratoryjnej analizie specjalnie przygotowanych (nasyconych żywicą) preparatów gleby o nienaruszonej strukturze, tzw. mikroszlifów. Mikroszlify bada się pod mikroskopem w świetle równoległym i spolaryzowanym. Na obrazie można wyróżnić tzw. mikroszkielet tworzony przez ziarna większe od 0,002 mm, oraz "plazmę", której cząstki mają średnicę poniżej 0,002 mm. Najważniejszą częścią plazmy jest ił koloidalny, składający się z wysokodyspersyjnych minerałów ilastych oraz związków organicznych i mineralno-organicznych. Ponieważ plazma jest koloidalną częścią stałej fazy gleby o największym stopniu rozdrobnienia, wypełnia wolne przestrzenie między drobinami mikroszkieletu. Przestrzenne rozmieszczenie szkieletu i plazmy jest charakterystyczne dla poszczególnych poziomów genetycznych, dlatego na tej podstawie można wnioskować o przebiegu procesów glebowych. Można obserwować między innymi: a) przemieszczanie plazmy w profilu (iluwialne wmywanie), b) różne stadia rozkładu glebowej materii organicznej, c) obecność mikro- i mezofauny, d) stopień zwietrzenia minerałów, e) niektóre fizyczne właściwości gleb.